# Hylopezus
Genre
Hylopezus est un genre de passereaux de la famille des Grallariidés. Il se trouve à l'état naturel en Amérique centrale et du Sud.

## Liste des espèces
Selon la classification de référence du Congrès ornithologique international (version 14.2, 2024) :
- Hylopezus perspicillatus (Lawrence, 1861) — Grallaire à lunettes
- Hylopezus macularius (Temminck, 1830) — Grallaire tachetée
- Hylopezus paraensis (Snethlage, E, 1910) — Grallaire du Para
- Hylopezus whittakeri (Carneiro & al, 2012) — Grallaire de Whittaker
- Hylopezus auricularis (Gyldenstolpe, 1941) — Grallaire oreillarde
- Hylopezus ochroleucus (zu Wied-Neuwied, 1831) — Grallaire teguy